# Markus B. Altmeyer
Markus B. Altmeyer (* 1984 in Mannheim) ist ein deutscher Autor und Drehbuchautor.

## Leben
Altmeyer wuchs in Ellerstadt bei Bad Dürkheim in der Pfalz auf. Er studierte Theater-, Film- und Fernsehwissenschaft, Psychologie und Pädagogik (M.A.) in München und Köln sowie Drehbuch an der Filmschule Hamburg. Daneben arbeitete er in verschiedenen Positionen der Filmbranche, u. a. als Junior-Producer für die ZDF-Reihe Wilsberg. Seit 2011 ist er als freier Autor tätig.
Neben den zumeist tragikomischen Drehbüchern für verschiedene Fernsehfilme und Krimireihen, erfand, entwickelte und schrieb er für den Südwestrundfunk die sechsteilige Pfälzische Weltuntergangs-Serie Pälzisch im Abgang, die im Jahr 2015 gedreht und ausgestrahlt wurde und die für ihn eine „selbstironische Liebeserklärung an die Heimat“ darstellt.
2020 kreierte Altmeyer das 24-teilige Thriller-Hörspiel Der Adventskalender – in 24 Türchen bist du tot.
Markus B. Altmeyer wohnt mit seiner Familie in Neustadt an der Weinstraße. Er ist Mitglied im Deutschen Drehbuchverband (DDV).

## Filmografie (Auswahl)
- 2014: Mit Burnout durch den Wald (Fernsehfilm)
- 2015: Letzte Ausfahrt Sauerland (Fernsehfilm)
- 2015: Pälzisch im Abgang (Miniserie)
- 2015: Mordkommission Istanbul – Ein Dorf unter Verdacht (Fernsehfilm)
- 2016: Der Athen-Krimi – Trojanische Pferde (Fernsehfilm)[6]
- 2016: Ein Sommer in Südfrankreich (Fernsehfilm)
- 2016: Maria, Argentinien und die Sache mit den Weißwürsten (Fernsehfilm)
- 2017: Wilsberg – MünsterLeaks
- 2018: Der Lehrer (TV-Serie) – Episode Okay, jetzt muss er weg!
- 2018: Der Bergdoktor (TV-Serie) – Episode Phantomschmerz
- 2019: Verliebt in Valerie (Fernsehfilm)
- 2019: Bingo im Kopf (Fernsehfilm)
- 2020: Wilsberg – Vaterfreuden
- 2021: Der Masuren-Krimi – Fryderiks Erbe
- 2022: Wilsberg – Gene lügen nicht
- 2022: Friesland – Unter der Oberfläche
- 2022: Stubbe – Von Fall zu Fall: Ausgeliefert (Fernsehfilm)
- 2023: Wilsberg – Wut und Totschlag
- 2025: Wilsberg – Achtsam bis tödlich

## Hörspiele
- 2020: Der Adventskalender – in 24 Türchen bist du tot!
- 2021: Blackout.Stories – Folge 4: "Warum?"[7]
- 2021: Blackout.Stories – Folge 7: "Transformation"[8]
- 2025: Delete – spurlos verschwinden[9]

## Literarische Werke (Auswahl)
- 2008: Die Filme und Musikvideos von Michel Gondry. Zwischen Surrealismus, Pop und Psychoanalyse. Marburg, Tectum Verlag. ISBN 978-3-8288-9764-9 (Sachbuch)
- 2011: Meine Freundin, der Zeitgeist und Ich (Roman)
- 2022: Paris und die Mörder der Liebe (als Frédéric Breton), Gmeiner 2022, ISBN 978-3-8392-0184-8